# Fanfară
Muzica de fanfară, este un gen muzical cântat de o fanfară - formație alcătuită în majoritate din diverse instrumente de suflat și de percuție.
La români, s-a păstrat amintirea vechilor instrumente masive de suflat de pe vremea romanilor, dovada fiind buciumul care, în latină, se numea „bucinum“. În epoca medievală, s-a manifestat înflorirea orientală, prin apariția  și tumbulhanelelor, un fel de fanfare cu instrumente de suflat de origine arabă sau turcă și care funcționau pe lângă curțile domnești. Ele erau prezente însă și la fastuoasele nunți ale marilor boieri și oameni de seamă.
Un document din 1495, emis de Cancelaria lui Ștefan cel Mare, indică prezența aceastei forme incipiente de muzică de fanfară pe teritoriul actualului județ Vaslui. În el, ni se spune că între proprietarii satului Nănești, care se afla în apropiere de localiatea Gherghești de astăzi, județul Vaslui, se găsea și un anume Mircea Purcel, surlariu. Localitatea Gherghesti, unul dintre centrele actuale ale interpreților de fanfară, adăpostea deci în secolul al XV-lea, un interpret la surlă, instrument masiv de suflat, sau poate cineva care confecționa astfel de instrumente.
Apariția fanfarelor în formele lor moderne se datorează însă constituirii orchestrelor militare, odată cu modernizarea Armatei Române în secolul al XIX-lea. Aceste fanfare au fost organizate de instructori italieni sau germani, de unde existența a două stiluri interpretative distincte, susținute de instrumente adaptate fiecăreia dintre acestea: interpretarea cu "instrumente normale",  reprezentând stilul german, sau cu "instrumente tăiate" (instrumentele sunt scurtate cu aproximativ doi-trei centimetri, furnizând un sunet mai înalt și mai dulce), reprezentând stilul vienez. 
În județul Vaslui, loc de origine și unde activează numeroase fanfare, din anul 1983 se desfășoară Festivalul fanfarelor.